# Anna Mazovská
Anna Mazovská (polsky Anna Czerska) (okolo roku 1270 – † po 13. červenci 1324) – dcera czerského knížete Konráda II. Mazovského a Hedviky Lehnické, dcery lehnického knížete Boleslava II. Lysého, zvaný Rohatka (polsky Rogatka).

## Život
Před rokem 1292 se provdala za ratibořského knížete Přemka († 1306). Spolu měli čtyři děti, viz Přemek Ratibořský#Manželství.

## Smrt
Zemřela v roce 1324. Byla pohřbena v Ratiboři, přesné místo jejího hrobu je neznámé. Pravděpodobně byla pohřbena ve zdejším dominikánském kostele nebo v klášteře dominikánek, kde byla řeholnicí její dcera Eufemie Ratibořská.